# Taça de Portugal 1948/49
Die Taça de Portugal 1948/49 war die zehnte Austragung des portugiesischen Pokalwettbewerbs im Herren-Fußball. Er wurde vom portugiesischen Fußballverband ausgetragen. Das Finale fand am 12. Juni 1949 im Estádio Nacional von Oeiras statt. Pokalsieger wurde Benfica Lissabon.
Alle Begegnungen wurden in einem Spiel ausgetragen. Bei unentschiedenem Ausgang wurde zur Ermittlung des Siegers eine Verlängerung gespielt. Stand danach kein Sieger fest, wurde das Spiel wiederholt.

## Teilnehmende Teams
| Primeira Divisão (14) | Segunda Divisão (14) | Madeira-Meister (1) |
| --- | --- | ------------------- |
| - Atlético CP - Belenenses Lissabon - Benfica Lissabon - Boavista Porto - SC Covilhã - SL Elvas - GD Estoril Praia - Lusitano VRSA - SC Olhanense - FC Porto - Sporting Braga - Sporting Lissabon - Vitória Guimarães - Vitória Setúbal | - Académica de Coimbra - Académico de Viseu FC - Almada AC - FC Barreirense - GD da CUF Barreiro - CD Beja - FC Famalicão - SGS Leões Santarém - UD Oliveirense - Clube Oriental de Lisboa - Portimonense SC - AD Sanjoanense - Silves FC - FC Tirsense | - Marítimo Funchal  |

## 1. Runde
Die Spiele fanden am 17. April 1949 statt.
|                       | Ergebnis |                          |
| --------------------- | -------- | ------------------------ |
| AD Sanjoanense        | 0:1      | GD da CUF Barreiro       |
| SGS Leões Santarém    | 1:3      | Académica de Coimbra     |
| Sporting Braga        | 1:0      | SC Olhanense             |
| FC Tirsense           | 2:1      | Sporting Lissabon        |
| Vitória Setúbal       | 3:1      | Portimonense SC          |
| Vitória Guimarães     | 3:2      | GD Estoril Praia         |
| Lusitano VRSA         | 7:0      | Silves FC                |
| FC Famalicão          | 2:1      | UD Oliveirense           |
| Atlético CP           | 2:1      | FC Barreirense           |
| Almada AC             | 1:2      | FC Porto                 |
| CD Beja               | 2:3      | SC Covilhã               |
| Belenenses Lissabon   | 4:1      | Clube Oriental de Lisboa |
| Benfica Lissabon      | 7:1      | Boavista Porto           |
| Académico de Viseu FC | 2:1      | SL Elvas                 |

## Achtelfinale
Die Spiele fanden am 24. April 1949 statt.
|                   | Ergebnis |                       |
| ----------------- | -------- | --------------------- |
| Vitória Guimarães | 1:4      | FC Porto              |
| Vitória Setúbal   | 8:1      | Académica de Coimbra  |
| SC Covilhã        | 4:1      | GD da CUF Barreiro    |
| Sporting Braga    | 1:0      | Belenenses Lissabon   |
| Benfica Lissabon  | 13:10    | Académico de Viseu FC |
| Lusitano VRSA     | 5:1      | FC Tirsense           |
| Atlético CP       | 2:1      | FC Famalicão          |

## Viertelfinale
Der Madeira-Meister stieg in dieser Runde ein. Die Spiele fanden am 1. und 8. Mai 1949 statt.
|                  | Ergebnis |                  |
| ---------------- | -------- | ---------------- |
| Vitória Setúbal  | 1:0      | FC Porto         |
| SC Covilhã       | 3:1      | Sporting Braga   |
| Atlético CP      | 6:2      | Lusitano VRSA    |
| Benfica Lissabon | 9:3      | Marítimo Funchal |

## Halbfinale
Die Spiele fanden am 29. Mai und 5. Juni 1949 statt.
|                 | Ergebnis  |                  |
| --------------- | --------- | ---------------- |
| SC Covilhã      | 0:1 n. V. | Atlético CP      |
| Vitória Setúbal | 0:5       | Benfica Lissabon |

## Finale
| Paarung          | Benfica Lissabon – Atlético CP |
| Ergebnis         | 2:1 (0:0) |
| Datum            | 12. Juni 1949 |
| Stadion          | Estádio Nacional, Oeiras |
| Schiedsrichter   | Paulo de Oliveira |
| Tore             | 1:0 Eduardo José Corona (78.) 2:0 Rogério Pipi (80.) 2:1 Carlo Matinho (90.) |
| Benfica Lissabon | Rogério Contreiras – Félix Antunes, Joaquim Fernandes, Jacinto Marques – Rogério Pipi, Francisco Moreira, Francisco Ferreira , Eduardo José Corona – Guilherme Espírito Santo, Arsénio Duarte, Alfredo Melão Cheftrainer: Ted Smith ( England) |
| Atlético CP      | Francisco Correia – Abreu, José Lopes, Carlos Baptista de Jesus – Gregório Santos , António Morais – Henrique David, Carlo Matinho, Avelino Caninhas, Armindo Silva, Lopes Carneiro Cheftrainer: Pedro Areso                                   |